# Treteakivka, Bilovodsk
Treteakivka (în ucraineană Третяківка) este un sat în comuna Danîlivka din raionul Bilovodsk, regiunea Luhansk, Ucraina.

## Demografie
Componența lingvistică a localității Treteakivka
     Ucraineană (95,64%)
     Rusă (4,36%)
Conform recensământului din 2001, majoritatea populației localității Treteakivka era vorbitoare de ucraineană (95,64%), existând în minoritate și vorbitori de rusă (4,36%).